# Богдан войвода (Копривщица)
 Тази статия е за копривщенския Богдан войвода.  За якорудеца вижте Богдан войвода (Якоруда).  
Богдан войвода, роденият в Копривщица хайдутин се подвизава през първите десетилетия на XV век, когато хайдутството е носител на чертите на освободителните борби и когато все още е жив споменът за свободата. Споменът за тези години до нас носи и името на легендарния Богдан войвода. То е свързано със Средна гора и Тракия, а Богдан е вероятно един от по-първите хайдушки войводи, действали в тези години. Той се движи с дружината си из землището на Копривщица като закрилник на населението срещу турските и башибозушки разбойнически набези, а населението от Средногорието търси защита от него. На името му са наречени средногорските върхове Голям и Малък Богдан. Това име е живо и в средногорските песни и народни предания.
Смята се че Богдан войвода е наследник на Радан войвода поради факта, че с най-голяма слава се ползва хайдушкото му сборище на Голям Богдан в Средна гора. Тези хайдушки места са наследствени и предавани от войвода на войвода. В селото Дерлии Богдан войвода е имал укриватели за него и дружината му.
Войводата загива при едно сражение в неравен бой с кърджалиите.
За Богдан войвода в Копривщица е пята от овчари и гъдулари песента, предадена на поколенията от баба Лула Пулекова:
Имала майка, имала
Имала майка, имала

едного сина първенец,

първенец още векилин.

Майка сина си търсеше

на църква да си отидат,

днеска е празник големи,

днеска е Господ възкръснал.

От нигде се, синко, не виждаш,

не виждаш и не обаждаш.

Небо наземи паднало,

слънце се в брашно увило.

Търсила ден до пладнине,

слънце се малко отбули

и на майката продума:

Не плачи, майко, не търси.

Син ти до Бога се възкачи,

дар да му носи от него

от букова гора пъпчица,

от поточето плочица,

а от дренчето пръчица.

Ето и синът пристигна,

майка го бърже прегърна

и в челото целуна,

и с сълзи му продума:

Отсега, майко, нататък

името на Бога да носиш

и всяка година да ходиш

дан да му принасяш,

по цял свят да се прославиш.

И всеки да те обича,

като те види да тича.